# Dixa (djur)
Dixa är ett släkte av tvåvingar som beskrevs av Johann Wilhelm Meigen 1818. Dixa ingår i familjen u-myggor.

## Bildgalleri

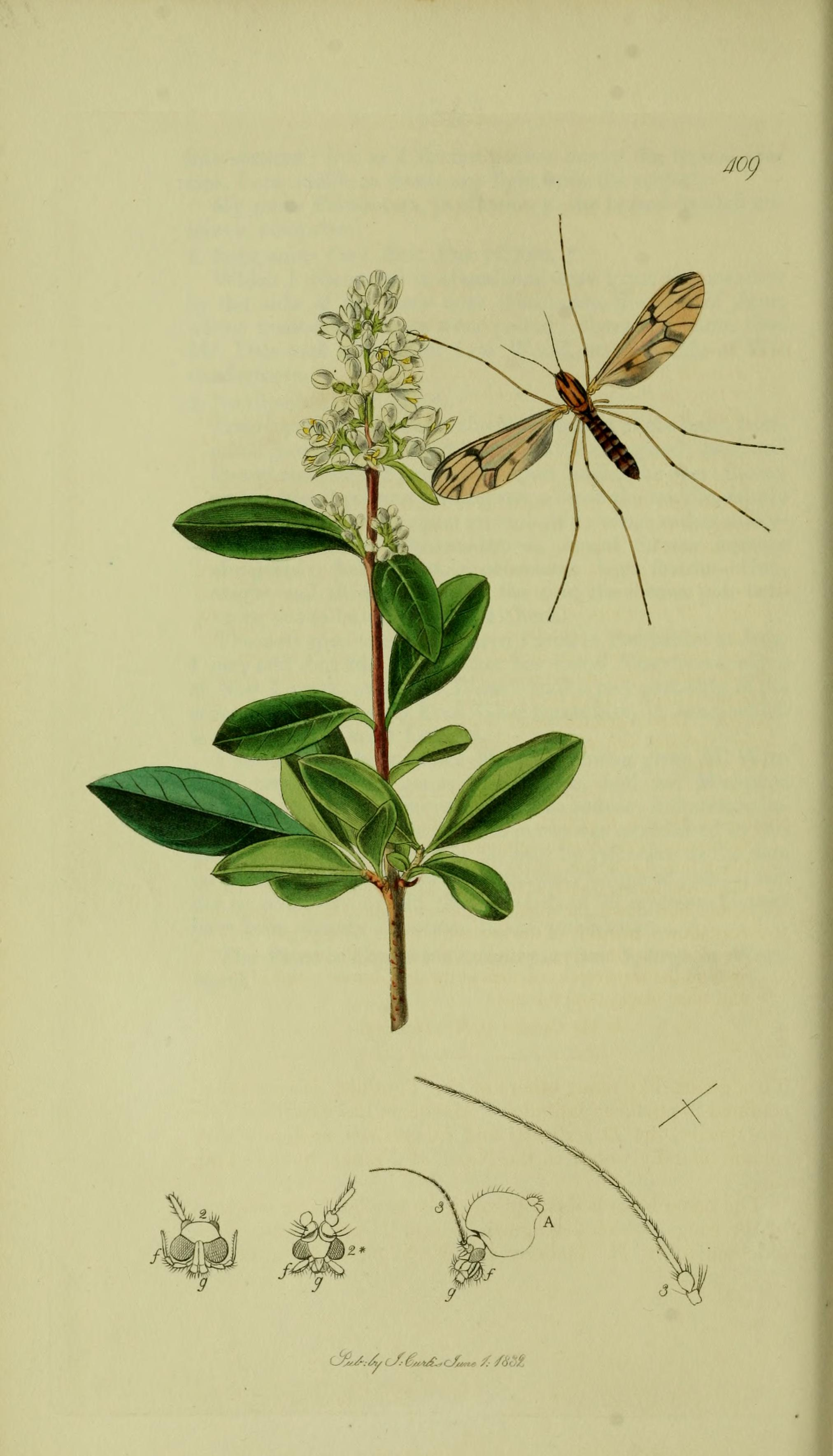

## Dottertaxa tillDixa, i alfabetisk ordning[1][2]
- Dixa abiettica
- Dixa adleri
- Dixa aliciae
- Dixa amabilis
- Dixa arge
- Dixa babai
- Dixa barraudi
- Dixa bicolor
- Dixa bifasciata
- Dixa binotata
- Dixa bistriata
- Dixa blax
- Dixa borealis
- Dixa brachycaula
- Dixa brevis
- Dixa byersi
- Dixa californica
- Dixa camerounensis
- Dixa capensis
- Dixa caudatula
- Dixa christophersi
- Dixa cincta
- Dixa claripennis
- Dixa clavata
- Dixa corensis
- Dixa dilatata
- Dixa distincta
- Dixa dolichostyla
- Dixa dorsalis
- Dixa dyari
- Dixa fluvica
- Dixa fraterna
- Dixa frizzii
- Dixa fujianensis
- Dixa fusca
- Dixa gutianshana
- Dixa guttipennis
- Dixa hegemonica
- Dixa hikosana
- Dixa hova
- Dixa indiana
- Dixa inextricata
- Dixa intrudens
- Dixa johannseni
- Dixa kaplani
- Dixa kashmirensis
- Dixa kyushuensis
- Dixa lepnevae
- Dixa lobata
- Dixa longistyla
- Dixa lunata
- Dixa maculata
- Dixa maculatala
- Dixa maculipennis
- Dixa martensi
- Dixa meihuashana
- Dixa melanderi
- Dixa melanosoma
- Dixa mera
- Dixa minutiformis
- Dixa modesta
- Dixa montana
- Dixa naevia
- Dixa nebulosa
- Dixa neoaliciae
- Dixa neohegemonica
- Dixa nigrella
- Dixa nipponica
- Dixa notata
- Dixa nova
- Dixa nubilipennis
- Dixa obsoleta
- Dixa obtusa
- Dixa ochrilineata
- Dixa orientale
- Dixa perexilis
- Dixa platystyla
- Dixa platystyloides
- Dixa pollex
- Dixa pseudindiana
- Dixa puberula
- Dixa pulchripennis
- Dixa pullogruma
- Dixa punctata
- Dixa quinta
- Dixa recens
- Dixa repanda
- Dixa rhathyme
- Dixa rostrata
- Dixa rudis
- Dixa serrata
- Dixa serrifera
- Dixa sexta
- Dixa stuckenbergi
- Dixa submaculata
- Dixa terna
- Dixa tetrica
- Dixa thomasi
- Dixa trilineata
- Dixa trinotata
- Dixa universitatis
- Dixa venosa
- Dixa xavia
- Dixa yamatona
- Dixa zernovi
- Dixa zeylanica